# Parachironomus parilis
Parachironomus parilis är en tvåvingeart som först beskrevs av Walker 1856.  Parachironomus parilis ingår i släktet Parachironomus och familjen fjädermyggor. Arten är reproducerande i Sverige. Inga underarter finns listade i Catalogue of Life.